# 片渕忍
片渕 忍（かたぶち しのぶ、1974年7月18日 - ）は、日本の舞台女優。神奈川県出身。文学座所属。

## 出演作品

### 劇場版アニメ
- 千と千尋の神隠し
- ハウルの動く城

### 吹き替え
- ER緊急救命室シーズン15（ダリア・ウェイド〈シリ・アップルビー〉）
- 女子高生サバイバル・ドライブ（イザベラ）
- 夏の香り（ソ・ウネ）
- ファン・ジニ（チョン・ガウン）

### 舞台
1997年
- 初舞台『盛装』(文学座本公演)三越劇場

1998年
- 『クロイツェル・ソナタ』(文学座アトリエ公演)
- 『牛乳屋テヴィエ物語』(本公演)東京芸術劇場

2000年
- 『なよたけ』(新国立劇場)
- 『峠の雲』(本公演)三越劇場
- 『缶詰』(本公演)紀伊國屋サザンシアター

2001年
- 『ぴえろ』(東京セレソンDX)下北沢「劇」小劇場

2002年
- 『口笛』(東京セレソンDX)中野ザ・ポケット

2004年
- 『女中たち』サイスタジオコモネ
- 『踏台』(本公演)紀伊國屋サザンシアター

2005年
- 『How are you?』(東京セレソンDX)萬スタジオ
- 『恋ぶみ屋一葉』(松竹)新橋演舞場

2006年
- 『セゾン・ド・メゾン〜メゾン・ド・セゾン』(HHG)サイスタジオコモネ
- 『裸足』(文学座自主企画)サイスタジオコモネ

2008年
- 『恋ぶみ屋一葉』博多座
- 『軍艦島〜負けないみんなの鎮魂歌〜』ザムザ阿佐ヶ谷

2009年
- 『Line』シアター代官山
- 『JIRU III』アイピット目白
- 『崩れたバランス』（文学座アトリエ公演）文学座アトリエ

2011年
- 『連結の子』(本公演)吉祥寺シアター
- 『岸田國士傑作短編集』(本公演)紀伊國屋サザンシアター